# Model lodi

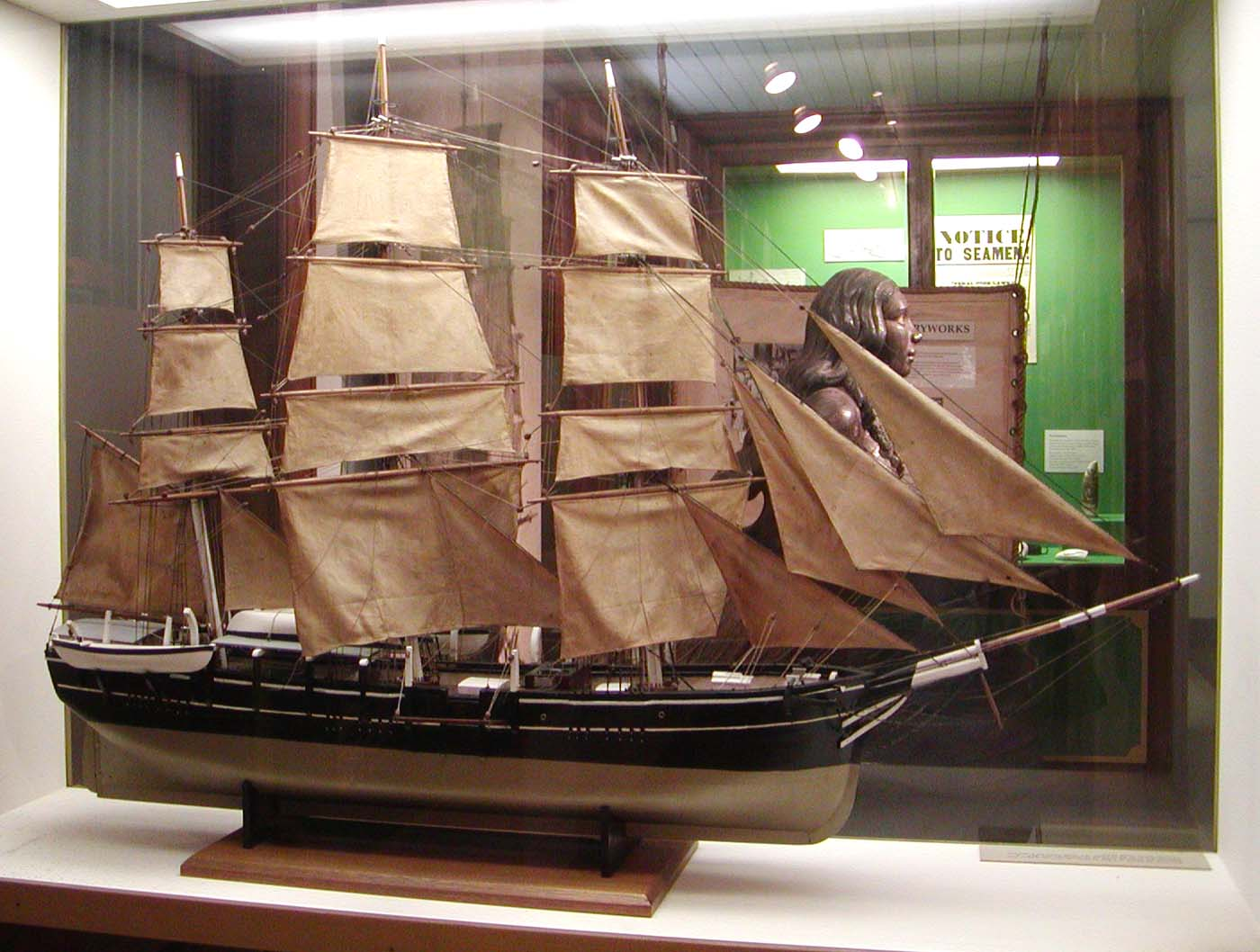
Model lodi z 19. století v Muzeu Bernice P. Bishop na Havaji.

Model lodi patří k modelům. Alternativní označení pro model lodi je lodní model. Oficiální soutěžní pravidla pro lodní modely upravuje mezinárodní organizace NAVIGA. V České republice činnost zastřešuje Svaz modelářů ČR oddílem KLoM ČR.

## Statický model lodi

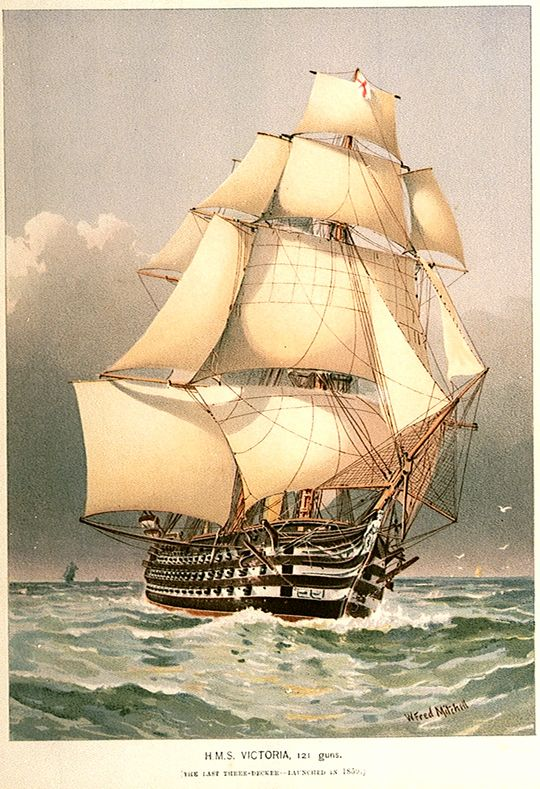
HMS Victoria je oblíbená předloha pro statický model

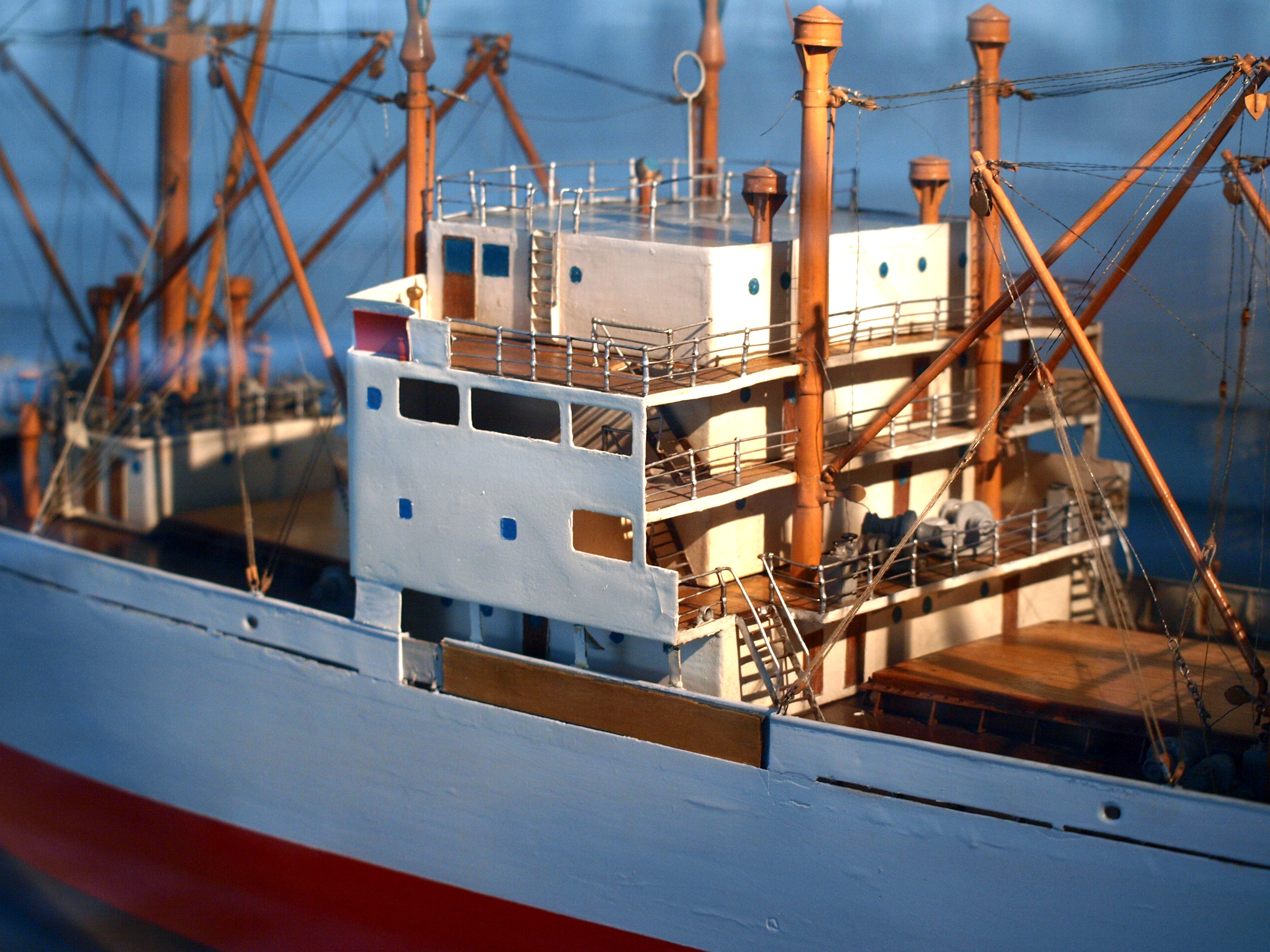
Statický model lodi, Národní technické muzeum v Praze

Statické modely lodí se někdy nazývají též stolní, a to proto, že je modeláři stavějí jako neplovoucí. Jejich kategorie spadají pod sekci C podle organizace NAVIGA.

### Historické plachetnice
Jedná se o modely skutečných plachetnic, jejichž hlavní vlastností je to, že se předlohy nějakým způsobem zapsaly do dějin, např. svou účastí v námořních bitvách, přepravou strategických materiálů a důležitých osob.
Často se předlohy nedochovaly, a proto modeláři při stavbě využívají monografie, dobové kresby a záznamy námořních muzeí. Méně nároční modeláři, kteří tolik nedbají o historickou věrnost, mohou vycházet z plánů v modelářských časopisech a z modelářských stavebnic.

### Ostatní lodě
Ač jsou historické plachetnice velmi oblíbené, tak se lodní modeláři věnují i všem ostatním druhům modelů.

## RC model lodi
Jedná se o plovoucí model lodi, který se může vyznačovat řadou funkcí. Model je ovládán pomocí RC soupravy. V ČR Český telekomunikační úřad povoluje pro modely lodí použití modelářských pásem 27 MHz, 40 MHz a lze též využít pásmo 2,4 GHz.

### Kategorie podle NAVIGA
Podle organizace NAVIGA spadají RC modely lodí do těchto kategorií:
- NS – plovoucí modely lodí skutečných lodí se znázorněním maketových prvků
- FSR – rychlostní modely lodí se spalovacím motorem o objemu do 3,5 cm³ 7,5 cm³ 15 cm³ a 35 cm³
- M – plovoucí modely rychlostních lodí s elektromotorem
- S – plovoucí modely plachetnic

Speciálním případem RC modelu lodi je RC model ponorky, který se vyznačuje schopností jízdy pod hladinou, avšak organizace NAVIGA pravidla pro RC model ponorky neřeší.

### Základní funkce
- Pohyb vpřed/vzad
- Zatáčení
- Regulace rychlosti

### Další možné funkce
Řada modelů lodí se blíží svým předlohám též funkčností dalších prvků:
- Osvětlení
- Natáčení (vodního) děla
- Střílení z děla
- Otáčení radaru
- Vydávání autentických zvuků (motory, lodní zvon, siréna…)
- Kouření
- Navijáky (kotev, plachet, vlečného lana…)

Zdaleka ne všechny funkce naleznou reálné uplatnění na jednom druhu lodního modelu, protože rozdílně se chovají plachetnice, remorkéry či vojenské čluny.

### Základní části RC modelu lodi sekce NS
- Trup – hlavní plovák s kýlem, z kterého do vody vystupuje kormidlo, ev. též lodní šroub, kolesa či jiný prvek obstarávající pohon.

- Paluba – je vlepena do trupu a obsahuje montážní otvory pro snadný přístup do podpalubí modelu lodi, často opatřené lemem. Na palubě se vyskytují úvazníky, poklopy, kotevní navijáky, lana, ale též zábradlí či bort.

- Nástavba – z vnější strany obsahuje okna, stožár s osvětlením, žebříky a schodiště, uvnitř pak bývá naznačena kormidelna.

### Možná elektronika v RC modelu lodi
- Přijímač
- Servo ovládající kormidlo

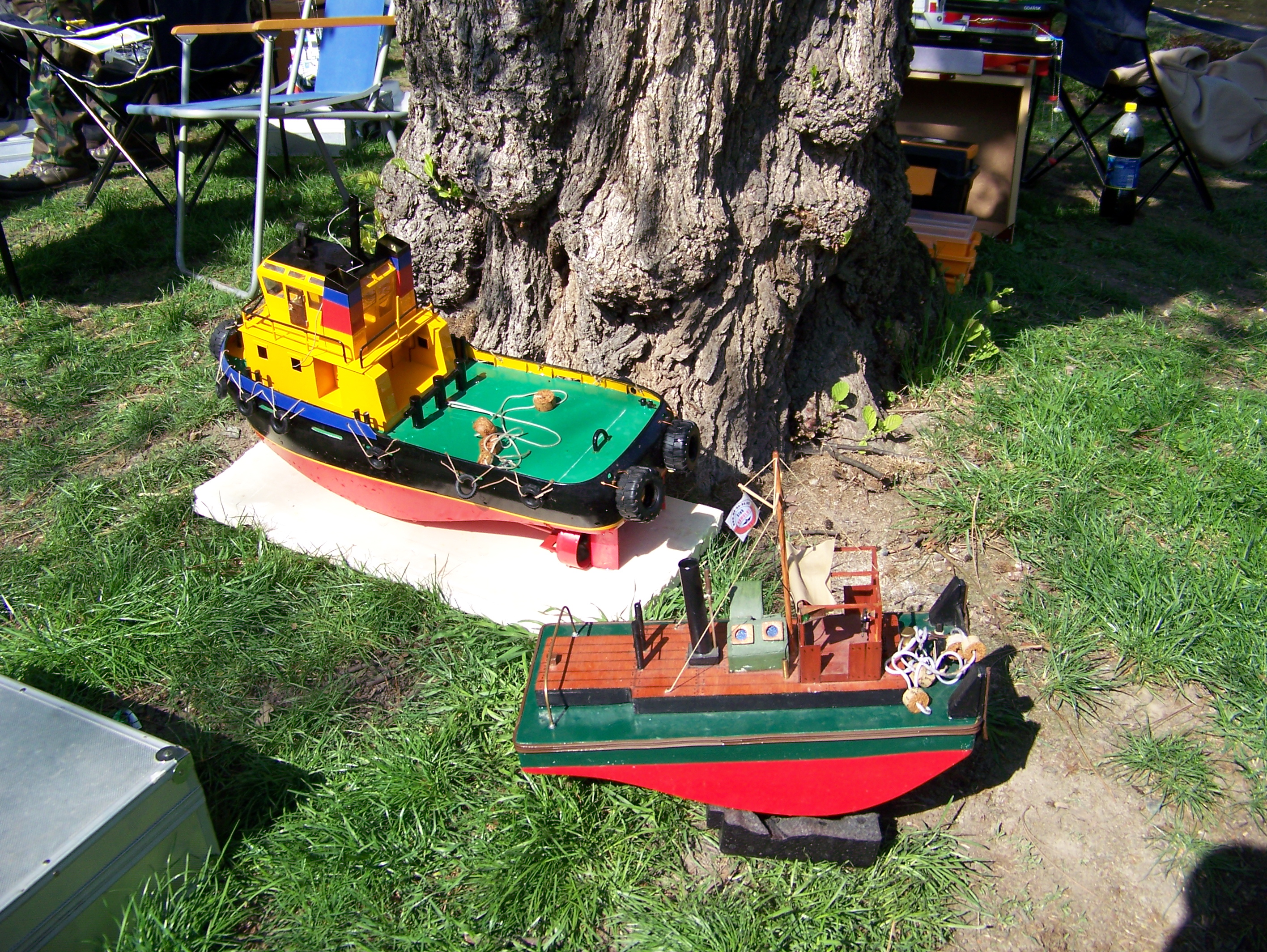
Modely remorkérů (zde speciály pro Tug Towing)

- Serva, která ovládají další funkce
- Regulátor elektromotoru
- Spínače světel, zvukových modulů
- Elektromotory, popř. spalovací motor
- Naviják
- Další moduly (generátor kouře)

### Alternativní soutěže pro RC modely lodí
Lodní modeláři, kteří nepreferují soutěže podle organizace NAVIGA, naleznou uplatnění u méně oficiálních akcí. Příkladem jsou soutěže lodních modelů remorkérů v Tug Towingu.

## Neovládaný plovoucí model lodi
Model lodi je vypuštěn ze břehu, poté bez zásahu modeláře projede stanovenou trať, po níž následuje vyzvednutí modelu z vody. Podle organizace NAVIGA spadá do sekce EX. V ČR se dnes této sekci věnuje především řada dětí z kroužků pro lodní modeláře. Po roce 1989 však mnohem vzrostla dostupnost levných modelářských RC souprav, proto dnes není velkým problémem i u dětí lodní model sekce EX vynechat a začít rovnou s RC modelem lodi.